# USS Guest (DD-472)
USS Guest (DD-472) — эскадренный миноносец типа «Флетчер» ВМС США. Назван в честь коммодора Джона Геста.

Спущен на воду на верфи Boston Navy Yard 20 февраля 1942 года. Вступил в строй 15 декабря того же года.

С 1959 по 1978 год входил в состав ВМС Бразилии под названием Pará (D-27).

## История

### 1943
Весной 1943 года вёл боевую подготовку на базе Гуантанамо, затем участвовал в учениях совместно с авианосцем Independence близ Тринидада. 28 апреля вышел в море, сопровождая конвой по маршруту Нью-Йорк — Касабланка, от берегов Африки вернулся в Бостон. 20 июля направился на Тихий океан. 28 августа пришёл на Эфате и вошёл в состав 3-го флота. 28 октября вышел в море для участия во вторжении на Бугенвиль. 1 ноября прикрывал зенитным огнём высадку десанта, отражая атаку японских бомбардировщиков. Затем сопровождал конвои от Гуадалканала к мысу Торокина на западном берегу Бугенвиля. Также участвовал в обстрелах береговых укреплений японцев.

### 1944
31 января 1944 года прикрывал транспорты, доставившие части морской пехоты на Грин Айленд. Прикрывая высадку, эсминец дважды атаковал глубинными бомбами японскую субмарину. Подводная лодка I-171 затем была добита эсминцем Hudson. 15 февраля Guest совершил ещё один поход к Грин Айленд, прикрывая транспорты с морскими пехотинцами. 25 февраля корабль осуществлял обстрел позиций противника в Кавиенге.

17 марта дружественным огнём Guest потопил торпедный катер PT-283 близ острова Шуазёль.

30 апреля к востоку от острова Немто орудийным огнём потопил севший на мель японский транспорт Meisyo Maru.

10 июня вышел с базы на острове Руа-Намюр для участия в атаке на Марианские острова. 15 июня вёл артиллерийскую подготовку перед высадкой десанта на Сайпан. Затем участвовал в отражении четырёх налётов японской авиации на корабли адмирала Митшера в ходе сражения у Марианских островов.

В июле осуществлял обстрел японский позиций на Гуаме, а 21 числа оказывал непосредственную огневую поддержку десанту. У побережья Гуама находился до 9 августа.

6 сентября вышел из Пёрвис Бэй и, в составе соединения адмирала Олдендорфа, направился к островам Палау. 12 сентября вёл обстрел Ангаура. На следующий день спас 52 человека с эсминца Perry, подорвавшегося на мине. 25 сентября покинул зону боевых действий и через месяц пришёл в гавань Сан-Франциско, где встал на ремонт.

### 1945
19 февраля орудия эсминца вели огонь по позициям японских войск в начале вторжения на Иводзиму. До 28 февраля Guest обстреливал японские позиции, после чего ушёл в бухту Сан-Педро на Филиппинах, где вошёл в состав сил прикрытия авианосцев.

27 марта американские корабли вышли из Сан-Педро и направились к Окинаве. С 9 мая по 1 июля основной задачей корабля было обеспечение ПВО на маршруте следования транспортов западнее Окинавы. В июле сопровождал авианосцы сначала к Улити, затем в Адак. С Аляски корабли совершили переход к Оминато. После нёс службу совместно с авианосцами у побережья Хонсю. 15 ноября 1945 года, транзитом через Адак, пришёл на верфь Puget Sound Naval Shipyard.

4 июня 1946 года был выведен в резерв на базе в Сан-Диего.

### Pará (D27)
5 июня 1959 года корабль был передан Бразилии и получил имя Pará. В составе бразильского флота нёс службу до 1979 года. В 1982—1983 годах использовался как мишень артиллерийских, ракетных и торпедных стрельб. 23 февраля 1983 года был потоплен двумя торпедами, выпущенными подводной лодкой Ceará. Корабль затонул у берегов Бразилии в 80 милях к югу от маяка Кабу-Фриу.

## Награды
За свою службу в ходе Второй Мировой войны был награждён восемью Боевыми звёздами.